# Johann Wilhelm Ludwig Gleim
Johann Wilhelm Ludwig Gleim (2. travnja 1719. – 18. veljače 1803.) bio je njemački književnik te jedan od glavnih predstavnika njemačke anakreontike. Njegove su pjesme formalno dotjerane, ponegdje u pučkom tonu, ali poetski banalne. Zbog svoje dobre čudi bio je spreman svima pomoći (a posebno je pomagao mladim pjesnicima). Također je bio poznat po nadimku Vater Gleim. Umro je u 84. godini života, odnosno 18. veljače 1803.

## Djela
Njegova djela su: 
- Lieder

- Preussiche Kriegslieder

- Lib des Landlebens

- Lieder fur das Volk

- Romanzen

- Fabelin